# حارة بني وائل
حارة بني وائل من الحارات العريقة في ولاية أدم في سلطنة عمان. وتتميز بالفن المعماري الجميل والموقع المتميز، حيث تلتقي الحارة بالعديد من الحارات المختلفة في الولاية، كما يميز هذه الحارة عن غيرها من الحارات المختلفة الموجودة في الولاية مرور فلج العين بداخلها حيث يدخل الحارة من جهة الغرب ويخرج من جهة الشرق بحيث يمر من وسط بيوت الحارة.